# Nemocnice Me'ir

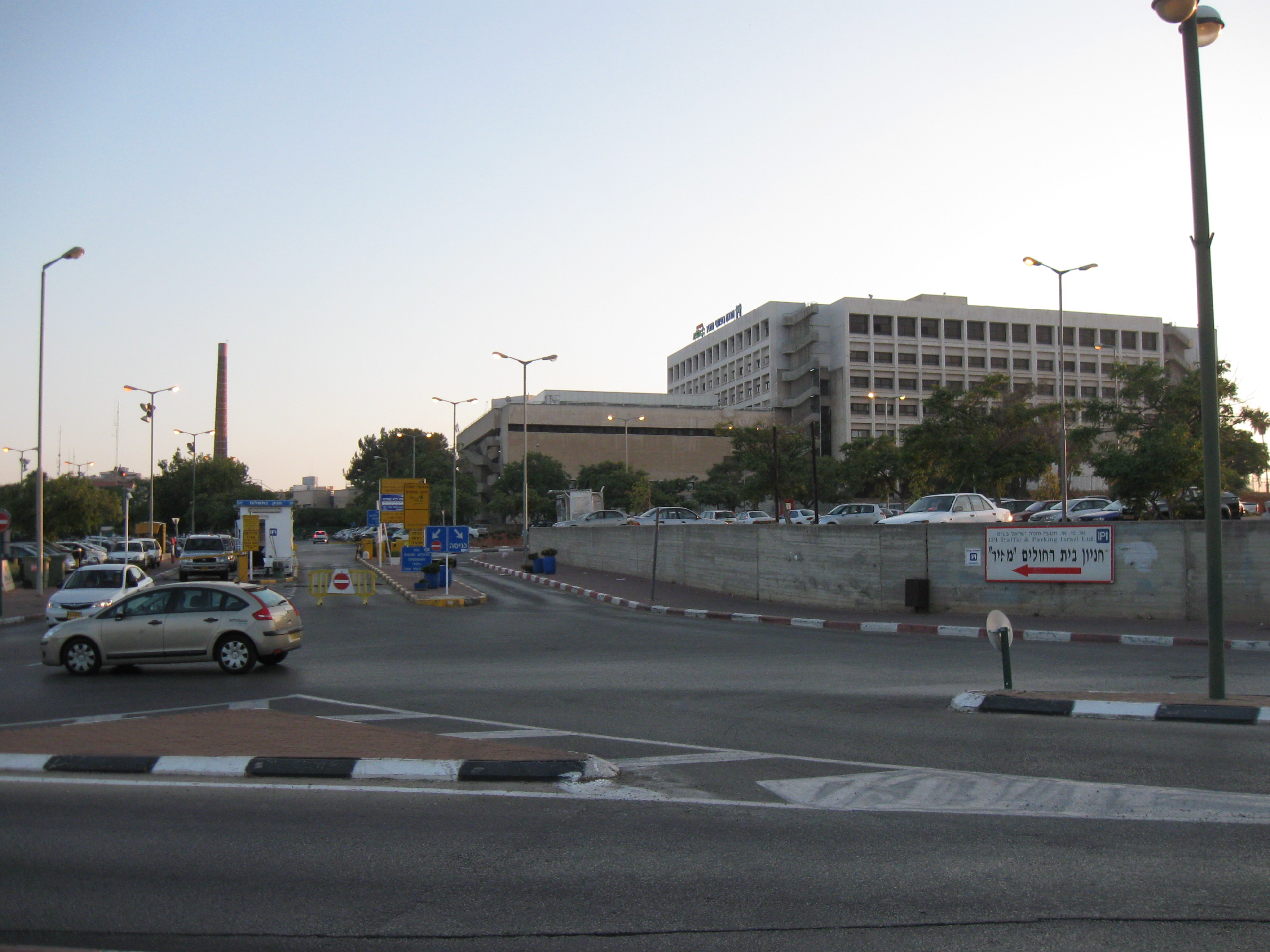
Budova nemocnice

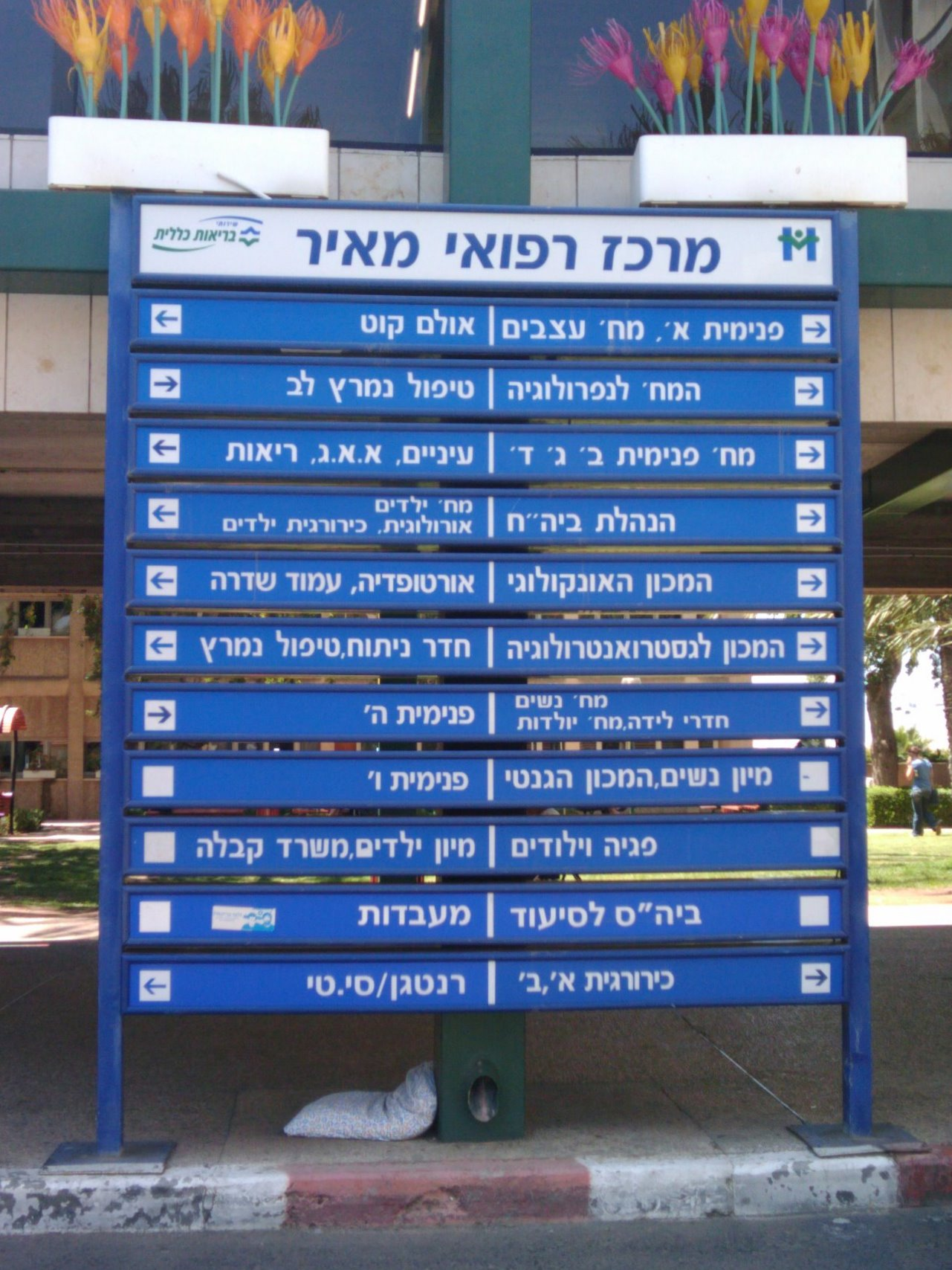
Ukazatel pracovišť nemocnice

Nemocnice Me'ir nebo Me'irova nemocnice (hebrejsky: מרכז רפואי מאיר, Merkaz refu'i Me'ir, doslova Zdravotní centrum Me'ir, anglicky: Meir Medical Center) je nemocnice v západní části města Kfar Saba v Izraeli.

## Geografie
Leží v nadmořské výšce cca 80 metrů v západní části města Kfar Saba, cca 8 kilometrů od pobřeží Středozemního moře. Na západě ji míjí dálnice číslo 4, dál k západu leží město Ra'anana.

## Popis
Byla otevřena 15. července 1956, zpočátku jen jako zařízení pro léčbu tuberkulózy. Od roku 1962 slouží jako všeobecná nemocnice. Zájmová oblast nemocnice zahrnuje 600 000 obyvatel okolního regionu. Nemocnice má 717 lůžek. Ředitelem je Ejtan Wertheim. Pojmenována je podle Josefa Me'ira, zakladatele zdravotní pojišťovny Klalit.